# 사달타게르
사달타게르는 물병자리 방향에 있는 항성계이다. 바이어 명명법에 따르면 물병자리 제타로 읽는다. 우리 눈에는 하나의 별처럼 보이지만 실제로는 두 개의 별로 이루어진 쌍성이며 삼중성일 가능성도 있다.두 별은 +4등성인 흰색별로, 서로의 주위를 760년에 한 번씩 돌고 있다. 사달타게르는 물병자리에서 ‘물병’의 가운데 자리에 해당된다. 두 별을 합친 밝기는 3.65로 밤하늘에서 맨눈으로 볼 수 있다. 시차 자료로 구한 이 별까지의 거리는 약 92 광년이다.

## 문화
사달타게르(또는 알타게르) 명칭은 아랍어 سعد التاجر(사드 알-타지르)에서 왔으며 그 뜻은 ‘상인의 행운’이다. ‘알 악사시 알 무아킷’ 성표에 이 별은 ‘아크 알 아키비야’(أجر ألأجبية, ‘아키르 알 아비야흐’)로 수록되었는데 라틴어로는 Postrema Tabernaculorum이며 ‘집(장막)의 행운의 끝’을 뜻한다. 이 별은 물병자리 감마, 물병자리 파이, 물병자리 에타와 함께 ‘장막’을 뜻하는 ‘알 아비야흐’(الأخبية) 별자리의 구성원이다.
동아시아 별자리에서 사달타게르는 물병자리 감마, 물병자리 에타, 물병자리 파이와 함께 위수(墳墓, Fén Mù)를 구성하는 별들 중 하나이다. 여기서 사달타게르의 단독 명칭은 분묘일(墳墓一, Fén Mù yī)로 ‘분묘의 첫째 별’이라는 뜻이다.

## 특징
두 별은 질량 중심을 587일에 한 번 돈다. 항성계 구성원 공전궤도 긴반지름은 지구 관측자가 볼 때 3.8초각 너비이며 궤도이심률은 0.4이다. 궤도면은 시선방향에 대해 138.2도 기울어져 있다.
둘 중 밝은 쪽인 사달타게르 A는 황백색 빛을 뿜는 F형 주계열성으로 겉보기 등급은 4.42이다. 어두운 짝별 사달타게르 B 역시 황백색의 F형 별이나, 주계열 단계에서 벗어난 준거성이다. 겉보기 등급은 4.51이다. 두 별의 밝기는 서로 매우 비슷하여 관측 및 분석하기 쉽다.
짝별 B는 긴반지름 10.8 천문단위 거리에 25.8년 주기로 서로의 질량중심을 공전하는 짝별을 다시 거느리는, 측성쌍성일 가능성이 있다. B의 동반 천체가 있다면 분광형 M0 V에 질량은 태양의 40퍼센트 정도인 적색 왜성일 것이다.